# Gustaf Dyrssen
Gustaf Peder Wilhelm Dyrssen (Stockholm, 1891. november 24. – Kungsängen, 1981. május 13.) olimpiai bajnok svéd öttusázó, olimpiai és világbajnoki ezüstérmes párbajtőrvívó, sportvezető.
A Svéd Vívószövetség elnöke 1936–1940 között, a Nemzetközi Öttusaszövetség elnöke 1948-tól 1960-ig. 1952–1970 között a Nemzetközi Olimpiai Bizottság tagja.